# روبرت د. كابلان
روبرت د. كابلان (بالإنجليزية: Robert D. Kaplan)‏ هو جيوسياسي وكاتب وصحفي أمريكي، ولد في 23 يونيو 1952 في نيويورك في الولايات المتحدة.

## وصلات خارجية
- الموقع الرسمي
- روبرت د. كابلان على موقع إن إن دي بي (الإنجليزية)